# Giovanni I Corner
Giovanni I Corner, o Cornaro (Venezia, 11 novembre 1551 – Venezia, 23 dicembre 1629), fu il 96º doge della Repubblica di Venezia dal 4 gennaio 1625 fino alla sua morte.
Primo tra i Corner di San Polo a ricoprire l'ufficio ducale, passò alla storia per il suo nepotismo.

## Biografia

### Infanzia ed educazione

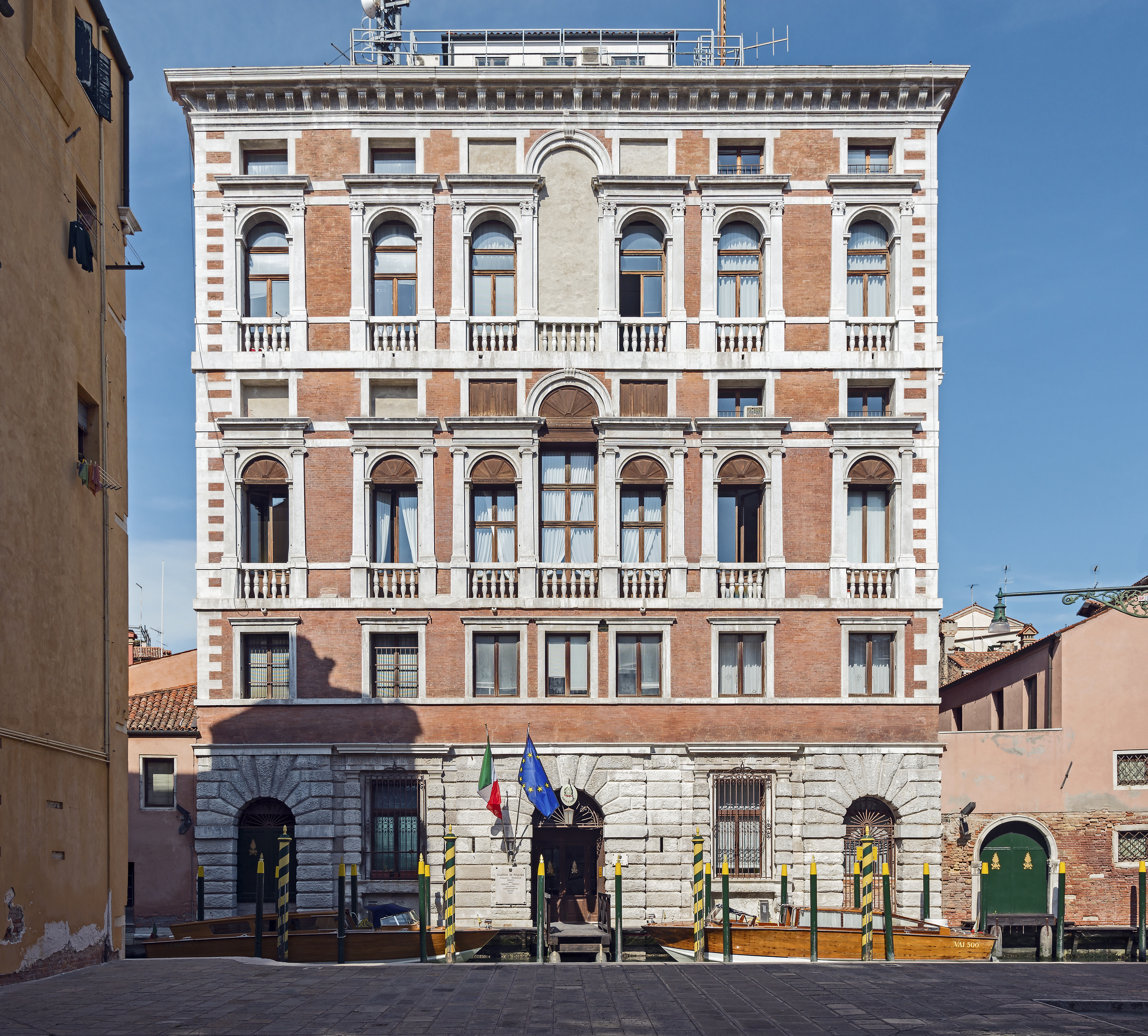
Palazzo Corner Mocenigo (Venezia), facciata sul rio di San Polo, dimora avita dei Corner di San Polo.

Secondo dei quattro figli maschi di Marcantonio dei Corner di San Polo e di Cecilia Contarini, Giovanni apparteneva ad una della casate patrizie più antiche di Venezia (c.d. "Case vecchie"): nella fattispecie, una delle quattro famiglie più prestigiose, le c.d. "Evangeliche". Acquartierata in Campo San Polo (da cui il nome), ove ancora oggi sorge il loro palazzo, la famiglia basava la sua ricchezza su vasti possedimenti "di Terraferma", fond. nel Vicentino (Schiavon e Breganze), Mestrino (Martellago), Trevisano (Poisolo e Monestier) e nel Polesine, nonché dalla titolarità su numerose prebende ecclesiastiche che ne faceva una delle famiglie più filo-papiste della Serenissima.
 
Giovanni e i suoi fratelli denunciavano nella decima veneta una rendita annua di circa 4.500 ducati nel 1582.

### Matrimonio
Giovanni Corner sposò il 10 febbraio 1578 Chiara di Lorenzo Dolfin, rampolla di un'altra delle "Case vecchie", dalla quale ebbe: Marcantonio e Lorenzo (morti in tenera età); Federico, Marcantonio, Francesco, Alvise, Giorgio; Cornelia (sposata a Antonio Bragadin); Bianca, Aurora, Cristina, Maffiola e Chiaretta (tutte monache).

### Carriera politica
La carriera politica di Giovanni I Corner prima del dogato aveva seguito il normale iter del cursus honorum veneziano, senza particolari luci né ombre. Studiarne l'avvio è però complicato da alcune carenza delle fonti. Dato certo è che entrò nel Maggior Consiglio nel 1571 grazie ad un esborso in denaro.
Data al 1589 la sua prima elezione al Consiglio dei Pregadi, mentre il suo primo incarico in Terraferma fu il capitanato a Verona nel triennio 1594-1597 insieme a Leonardo Mocenigo, cui seguirono alcune podesterie: a Padova, nel 1600 (quando il poeta Ludovico Grota gli dedicò la sua Honorata giostra), nuovamente al fianco del Mocenigo; e a Brescia nel 1603 (in sostituzione di Giovanni Nani), ove s'impegnò nella lotta al banditismo ed alla faide locali.
Entrato nella Zonta nel 1596, nel 1597 sedeva nel Consiglio dei Dieci e nel 1598-1599 era Provveditore alle Beccherie. Durante la podesteria padovana rinnovò le sue presenze nei Pregadi e dopo la podesteria bresciana entrò nel Collegio dei Savi. Legato al partito filo-papista del Senato, non si espose durante la c.d. "Guerra dell'Interdetto" (1606-1607) del doge anti-papista Leonardo Donà, e nel 1609 entrò nel novero dei Procuratori di San Marco (carica vitalizia), curando importanti restauri nella basilica marciana. Fu Provveditore all'Arsenale nel 1611-1613.
Concorse al dogado nel 1615, alla morte di Marcantonio Memmo ma dopo un lunghissimo conclave che vedi fronteggiarsi il Corner, Agostino Nani e Nicolò Sagredo, il Senato nominò l'attempato patriota Giovanni Bembo.

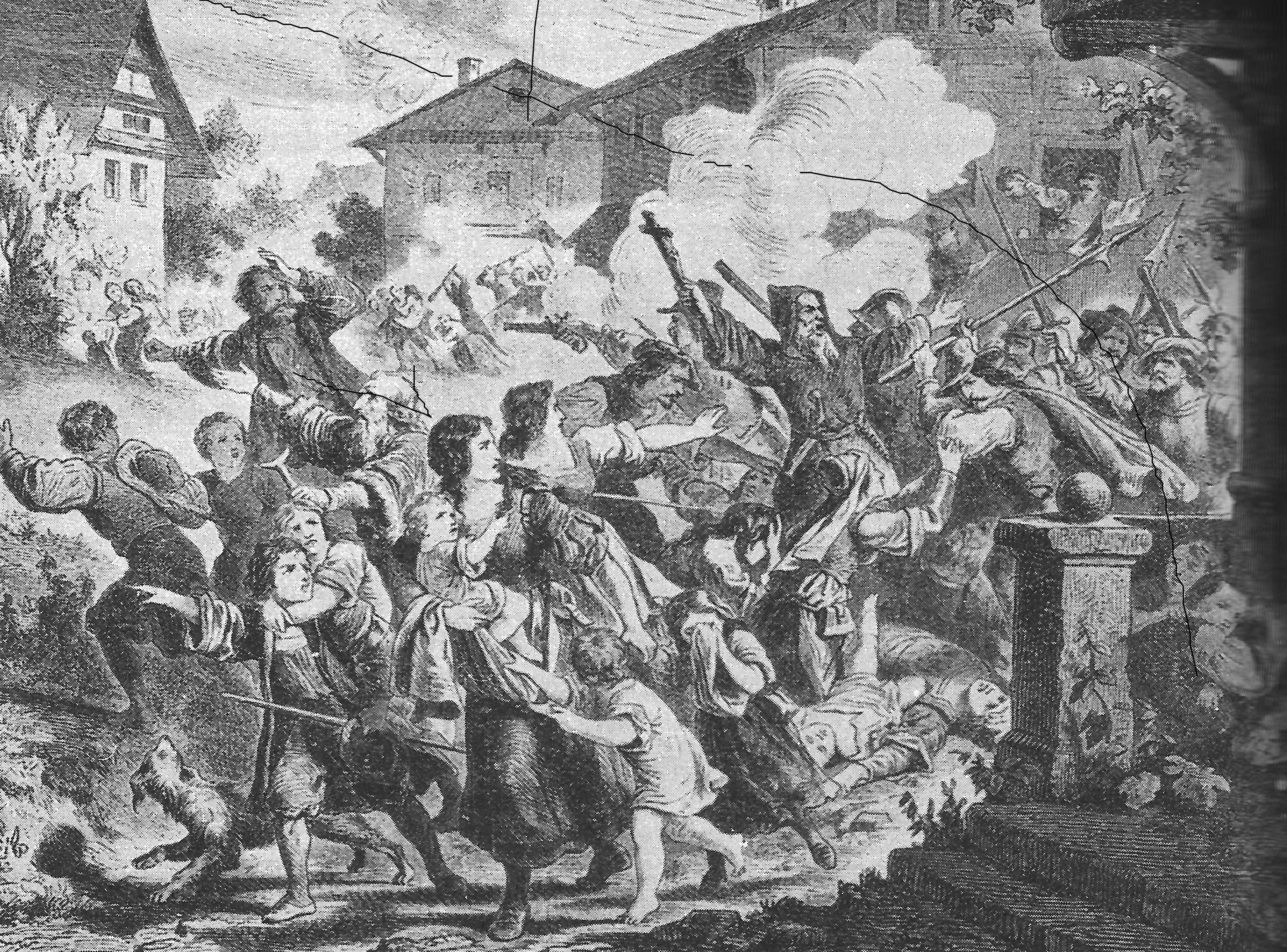
Il c.d. "Sacro Macello" in Valtellina, nel 1620, scatenò la Guerra di Valtellina e trascinò la Serenissima nella Guerra dei trent'anni.

Negli anni successivi, Giovanni Corner figurò tra le preferenze degli elettori seppur lui non si fosse candidato (nel 1618, quando venne eletto Nicolò Donà, e nel 1623 alla morte di Antonio Priuli), ricoprì spesso il ruolo di Correttore della Promissione Ducale e si "contentò" degli onori di diverse provveditorie.
 
Importante fu il suo secondo mandato all'Arsenale, nel triennio 1615-1617, durante la Guerra di Gradisca, quando il figlio Alvise sovrintese la costruzione delle galee sottili per la flotta di Lorenzo Venier. Durante i giorni convulsi della c.d. "Congiura di Bedmar", il Corner e la sua famiglia attraversarono indenni il panico che attanagliava la città lagunare. Nel 1620 Alvise figlio di Giovanni si guadagnò altro lustro come ambasciatore presso la Corte di Spagna ove mosse rimostranze sull'operato del governatore di Milano, il duca di Feria, in Valtellina (v.si "Sacro Macello"). All'operato del giovane Corner si dovette l'intromissione del Regno di Francia nella contesa valtellinese ed il successivo Trattato di Madrid (1621) che permise alla Serenissima di arginare lo strapotere degli Asburgo nell'Italia settentrionale.
Sicuro della sua posizione e della sua fama (nel 1620 il Marchese di Bedmar lo definì "timoroso di Dio, caritatevole, pieno di buoni pensieri") e del prestigio dei figli (Alvise, Francesco e Giorgio erano senatori come lui, mentre Federico era vescovo di Bergamo dal 1622), alla morte di Francesco Contarini (1624) l'ultrasettantenne Giovanni Corner non pensava di concorrere al dogato per proseguire i suoi affari e vivere tranquillamente gli ultimi anni che gli restavano. Ad una sua eventuale candidatura era poi contrario il figlio Alvise, appena eletto ai Pregadi, che, con il padre doge, avrebbe visto precluse le sue possibilità di carriera politica in accordo alle leggi della Serenissima.

La situazione evolvette però in modo inaspettato per i Corner.

### Dogato

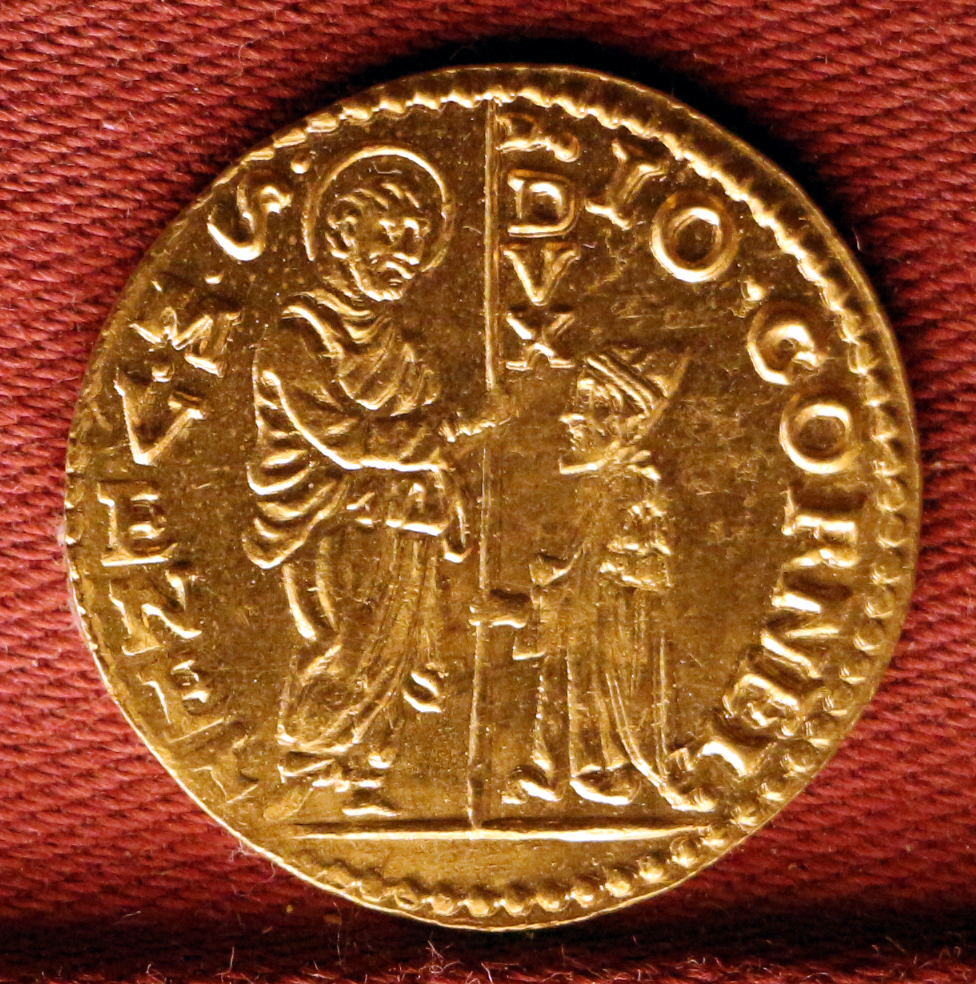
Zecchino del doge Giovanni I Corner.

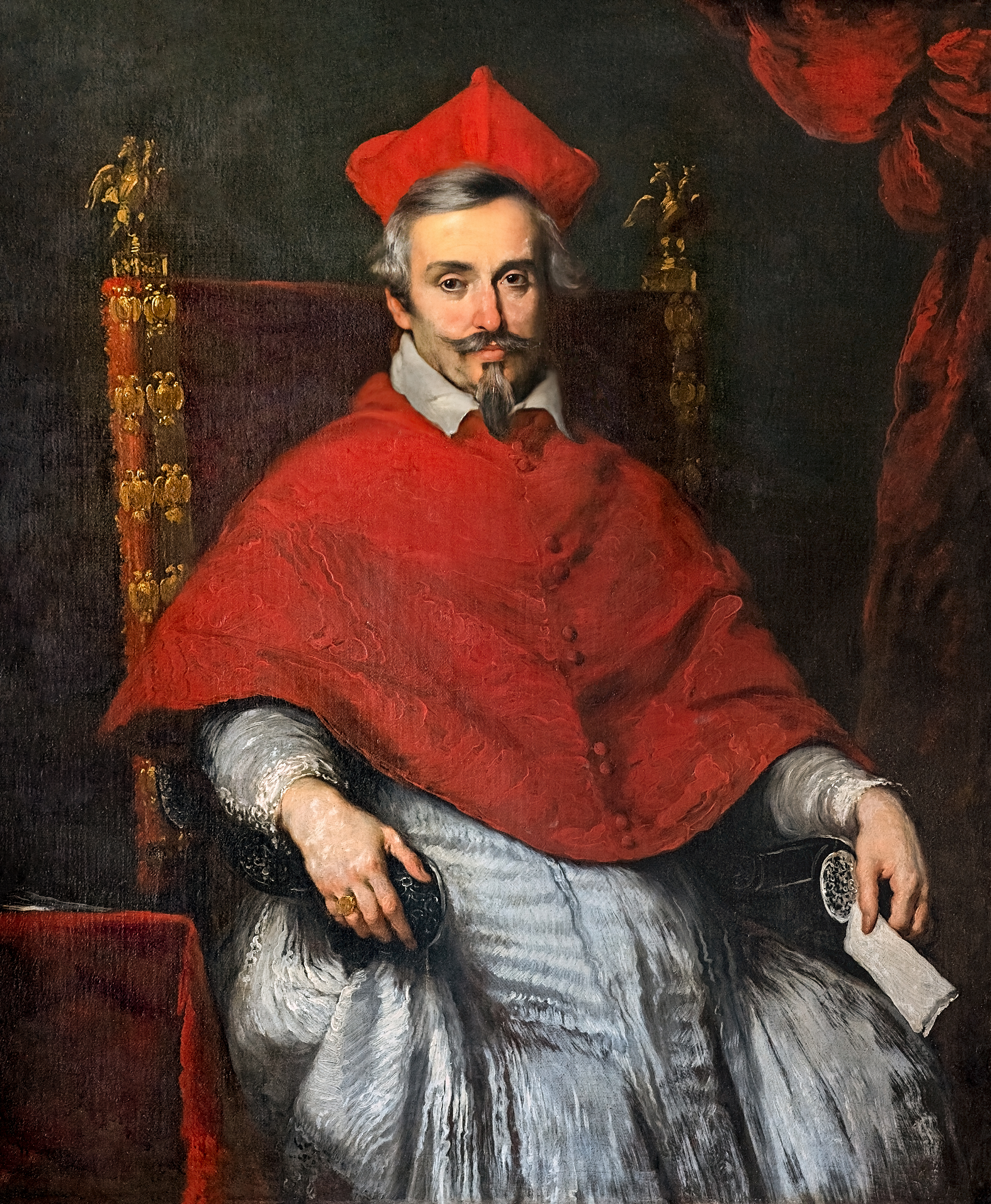
Ritratto del cardinale Federico Corner di Bernardo Strozzi (1640) - Ca' Rezzonico.

Dopo un lungo conclave che aveva visto concorrere testa a testa Agostino Nani (al suo quarto tentativo d'elezione) e Francesco Erizzo, il 4 gennaio 1625 gli elettori dogali (tra cui Francesco Corner, figlio di Giovanni) fecero convergere i loro 41 voti proprio sul Corner che non era neppure nella lista ufficiale dei candidati.
Presto ai Corner si palesò un problema: l'ambita carica se da un lato dava prestigio ed onore, dall'altro costringeva a rispettare regole ferree per evitare che lo stato ne avesse da risentire dal comportamento dei famigliari del doge. Tutto questo, unito alla possibilità di formare un vero e proprio cartello in modo da controllare la situazione a proprio vantaggio, fece optare i Corner per provare ad approfittare dell'occasione.
Nei primi tempi il doge si mostrò cauto, ottenendo dalla Signoria la conferma delle cariche ai Pregadi dei figli Alvise e Francesco. Forzò poi la mano quando il figlio Federico fu nominato cardinale nel 1626, cosa d'altra parte utile alla Serenissima che poteva contare così su di un ambasciatore di spicco per negoziare con lo Stato Pontificio la chiusura della Guerra di Valtellina, ed avviò l'accumulo di prebende (Papa Urbano VIII lo nominò pochi mesi dopo vescovo di Vicenza), tanto quanto l'ingresso ai Pregadi del figlio Giorgio nel 1627 destarono invece molto più scalpore. Imbaldanziti dal successo, altri membri della famiglia iniziarono a pretendere e ad ottenere titoli, cariche, privilegi e onori: in particolare è da segnalarsi Giorgio, nipote del doge, che trafficava merce di contrabbando nella più assoluta impunità. Secondo lo storico Alvise Zorzi s'era formata, forse per la prima volta dopo tanto tempo, una vera e propria "consorteria" che pretendeva ed otteneva tutto quello che voleva.
Nel 1627, con la misura ormai colma, Renier Zen, avversario politico dei Corner e presidente del Consiglio dei Dieci, iniziò a denunciare soprusi e a chiedere revoche di cariche e privilegi assegnati ingiustamente alla consorteria del doge. Lo Zen iniziò ad indagare anche sugli affari famigliari, chiedendo l'istituzione d'una commissione speciale. I Corner, pur sconfitti, tornarono alla carica: il 30 dicembre Giorgio Corner e dei complici attesero lo Zen fuori da casa e lo assalirono. L'accusatore, salvatosi a stento dalla morte gettandosi in un canale, attaccò subito gli avversari. Giorgio venne bandito e lo Zen iniziò a tenere pubblici discorsi di biasimo ed accusa verso i suoi nemici. Il 23 luglio 1628 i Corner, interrompendo uno dei suoi discorsi e causando scontri in tutta la città, tentarono, con l'appoggio degli alleati, di scalzare lo Zen esiliandolo ma, quest'ultimo, ancora potente, non si mosse dalla città ed, alla revoca del bando, tornò in pubblico tra il plauso del popolo e di moltissimi nobili. Lo stato era precipitato nel caos più totale e si era diviso tra filo-Corner, papalisti ed oligarchici, e filo-Zen, anti-papalisti e più aperti alla nobiltà "povera".
In mezzo a queste lotte il Doge, ormai vecchio e malandato, cercava di barcamenarsi sempre più con maggiore difficoltà. Furiosi litigi con i famigliari che desideravano sempre più potere e ricchezze lo debilitarono pesantemente; ormai era divenuto solo una pedina in balìa degli eventi, costretto a recitare una parte che lo imbarazzava e che non voleva proseguire. Nel Monferrato si stava approssimando una nuova guerra ma lui non era più in grado di governare. Sentitosi male rimase a letto a lungo e passò gli ultimi cinque giorni di vita in coma.

### Morte
Giovanni Corner morì il 23 dicembre 1629. In accordo alle disposizioni testamentarie del 1625, fu seppellito, accanto alla moglie, nella Chiesa di San Nicola da Tolentino. Il nipote Federico vi eresse in sua memoria un monumento poi sostituito dal doge Giovanni II Corner con quello attualmente esistente.

## Media
- Un tentativo di omicidio del doge Giovanni I Corner nel 1627 è oggetto del romanzo storico Il ponte degli assassini (2011, tit. orig. El Puente de los Asesinos) di Arturo Pérez-Reverte, parte delle Le avventure del Capitano Alatriste.

### Esplicative
1. ↑  Occorre precisare che lo scontro avvenne tra due fazioni politiche similari con l'unica differenza dell'una più oligarchica dell'altra, e sarebbe errato immaginare lo Zen come un alfiere della libertà, come affermato in alcune tragedie dell'Ottocento. Salito ormai lo scontro a livello di guerra civile, tutto rapidamente si sgonfiò: i Corner sconfitti ed umiliati dalla volontà d'un solo uomo e pochi seguaci, lo Zen “bruciato” perché considerato anche sin troppo estremista.

### Bibliografiche
1. 1 2 3 4 5 6 7 8 9 10  DBI.
2. 1 2   D Raines, Cooptazione, aggregazione e presenza al Maggior Consiglio: le casate del patriziato veneziano, 1297-1797 (PDF), in Storia di Venezia - Rivista, I, 2003,  pp. 2-64, ISSN 1724-7446 (WC · ACNP).
3. ↑   Francesco Ludovico Maschietto, Elena Lucrezia Cornaro Piscopia (1646-1684): prima donna laureata nel mondo, Antenore, 1978,  p. 4.
4. ↑  Archivio di Stato di Venezia, Avogaria di Comun, 89 (Libro d'oro matrimoni, II), e. 65v; 107 (Cronaca matrimoni, II), c. 75r; 112 (Contratti di nozze, II), fasc. 55.
5. ↑  Ficieni L (1596), Oratio in laudem illustriss. Ioannis Cornelii Veronae digniss. praefecti, Verona.
6. ↑  Gloria A (1891), I podestà e capitani di Padova..., Padova, p. 23.
7. ↑  Capretti F (1934), Mezzo secolo di vita vissuta a Brescia nel Seicento, Brescia, pp. 72-80.
8. 1 2   Stefano Andretta, NANI, Agostino, in Dizionario biografico degli italiani, vol. 77, Roma, Istituto dell'Enciclopedia Italiana, 2012.
9. ↑  Bratti R, Un laborioso conclave docale, in Atti d. R. Ist. veneto di scienze, lett. ed arti, XCIII (1933-34), II, pp. 1513-1523.
10. 1 2 3  DBI4.
11. ↑  Memoires du marechal de Bassompierre, II, Cologne, 1665, pp. 100, 105, 107, 110, 128, 135.
12. ↑  DBI2.
13. ↑  DBI3.
14. 1 2  Zorzi, p. 400.
15. ↑  Zorzi, p. 398.
16. ↑  Zorzi, p. 401.
17. ↑  Zorzi, p. 404.
18. ↑  Archivio di Stato di Venezia, Testamenti, busta 1178, fasc. 222; busta 1244, fasc. 426.

### Fonti
- Nani GB (1676), Historia della Republica veneta, Venezia.
- Sansovino F (1581), Venetia città nobilissima et singolare, ed. 1633 con aggiunte di G. Martinoni, Venezia.
- Verdizzotti F (1646), De fatti veneti dall'anno 1570 sino al 1644, Venezia.

### Studi
- Giuseppe Gullino, CORNER, Alvise, in Dizionario biografico degli italiani, vol. 29, Roma, Istituto dell'Enciclopedia Italiana, 1983.
- Giuseppe Gullino, CORNER, Federico, in Dizionario biografico degli italiani, vol. 29, Roma, Istituto dell'Enciclopedia Italiana, 1983.
- Claudio Povolo, CORNER, Francesco, in Dizionario biografico degli italiani, vol. 29, Roma, Istituto dell'Enciclopedia Italiana, 1983.
- Claudio Povolo, CORNER, Giovanni, in Dizionario biografico degli italiani, vol. 29, Roma, Istituto dell'Enciclopedia Italiana, 1983.
- Alvise Zorzi, La Repubblica del Leone : Storia di Venezia, Milano, Rusconi, 1979.